# Manhattan (canción de La Oreja de Van Gogh)
«Manhattan» es la undécima canción del cuarto álbum de estudio de La Oreja de Van Gogh, titulado Guapa

## Información sobre la canción
Esta canción es la continuación de la trama de Adiós (en la cual una pareja tiene que distanciarse porque la mujer tiene que irse al extranjero, concretamente a Manhattan). En esta continuación, la mujer le ha sido infiel a su pareja en Manhattan, pero esta se termina arrepintiendo y vuelve a su hogar, a por su pareja. Al volver con su pareja, se da cuenta del error que cometió: "sentí entender mi traición, al ver tus ojos dándome su amor". El error al que se refiere haber cometido es posible que se refiera a quedar embarazada o al haber adquirido una enfermedad a causa de su infidelidad ("y el veneno de mi error")
Esta canción tiene su continuación especifica en la canción Las Noches que no mueren de Cometas por el Cielo, solo que esta vez solo recuerda la aventura que tuvo con la persona con la que fue infiel en Manhattan.
- Datos: Q5991436